# Grand Prix moto de France 1977
Le Grand Prix moto de France 1977 est la sixième manche du Championnat du monde de vitesse moto 1977. La compétition s'est déroulée du 28 au 29 mai 1977 sur le Circuit Paul Ricard au Castellet. C'est la 43e édition du Grand Prix moto de France et la 21e édition comptant pour le championnat du monde.

## Résultats des 500 cm³
| Pos  | Pilote                | Moto   | Temps/Écart    | Points |
| ---- | --------------------- | ------ | -------------- | ------ |
| 1    | Barry Sheene          | Suzuki | 48 min 00 s 73 | 15     |
| 2    | Giacomo Agostini      | Yamaha | +3 s 34        | 12     |
| 3    | Steve Baker           | Yamaha | +15 s 64       | 10     |
| 4    | Gianfranco Bonera     | Suzuki | +18 s 17       | 8      |
| 5    | Philippe Coulon       | Suzuki | +19 s 74       | 6      |
| 6    | Steve Parrish         | Suzuki | +23 s 77       | 5      |
| 7    | Teuvo Länsivuori      | Suzuki | +30 s 48       | 4      |
| 8    | Virginio Ferrari      | Suzuki | +30 s 68       | 3      |
| 9    | Armando Toracca       | Suzuki | +40 s 89       | 2      |
| 10   | Pat Hennen            | Suzuki | +55 s 55       | 1      |
| 11   | Christian Estrosi     | Suzuki | +1 min 00 s 25 |        |
| 12   | Boet van Dulmen       | Suzuki | +1 min 10 s 77 |        |
| 13   | Warren Willing        | Yamaha | +1 min 12 s 95 |        |
| 14   | John Woodley          | Suzuki | +1 min 55 s 22 |        |
| 15   | Gianni Rolando        | Suzuki | +2 min 07 s 59 |        |
| 16   | Jean-Philippe Orban   | Suzuki | +1 tour        |        |
| 17   | Helmut Kassner        | Suzuki | +1 tour        |        |
| 18   | Markku Matikainen     | Suzuki | +1 tour        |        |
| 19   | Carlos de San Antonio | Suzuki | +1 tour        |        |
| Abd. | Michel Rougerie       | Suzuki | Abandon        |        |
| Abd. | Marco Lucchinelli     | Suzuki | Abandon        |        |
| Abd. | Nico Cereghini        | Suzuki | Abandon        |        |
| Abd. | Wil Hartog            | Suzuki | Abandon        |        |
| Abd. | Anton Mang            | Suzuki | Abandon        |        |
| Abd. | John Williams         | Suzuki | Abandon        |        |
| Abd. | Bernard Fau           | Suzuki | Abandon        |        |
| Abd. | Stu Avant             | Suzuki | Abandon        |        |
| Abd. | André Pogolotti       | Suzuki | Abandon        |        |
| Abd. | Hervé Moineau         | Suzuki | Abandon        |        |
| Abd. | John Newbold          | Suzuki | Abandon        |        |
| Abd. | Max Wiener            | Suzuki | Abandon        |        |
| Abd. | Alex George (en)      | Suzuki | Abandon        |        |
| Abd. | Karl Auer             | Yamaha | Abandon        |        |
| Abd. | Børge Nielsen         | Suzuki | Abandon        |        |
| Abd. | Graziano Rossi        | Suzuki | Abandon        |        |
| Abd. | Claude Ben El Hadj    | Suzuki | Abandon        |        |
| Np.  | Daniel Rouge          | Yamaha | Non partant    |        |

## Résultats des 350 cm³
| Pos  | Pilote               | Moto              | Temps          | Points |
| ---- | -------------------- | ----------------- | -------------- | ------ |
| 1    | Takazumi Katayama    | Yamaha            | 49 min 23 s 00 | 15     |
| 2    | Jon Ekerold          | Yamaha            | +24 s 77       | 12     |
| 3    | Bruno Kneubühler     | Yamaha            | +44 s 44       | 10     |
| 4    | Vic Soussan          | Yamaha            | +48 s 49       | 8      |
| 5    | Eero Hyvärinen       | Yamaha            | +48 s 78       | 6      |
| 6    | John Dodds           | Yamaha            | +49 s 80       | 5      |
| 7    | Tom Herron           | Yamaha            | +54 s 68       | 4      |
| 8    | Olivier Chevallier   | Yamaha            | +1 min 04 s 55 | 3      |
| 9    | Pekka Nurmi          | Yamaha            | +1 min 04 s 97 | 2      |
| 10   | John Newbold         | Yamaha            | +1 min 13 s 71 | 1      |
| 11   | Giacomo Agostini     | Yamaha            | +1 min 38 s 90 |        |
| 12   | Jean-Claude Hogrel   | Yamaha            | +2 min 04 s 15 |        |
| 13   | Børge Nielsen        | Yamaha            | +2 min 09 s 55 |        |
| 14   | Thierry Espié        | Yamaha            | +2 min 20 s 82 |        |
| 15   | Helmut Kassner       | Yamaha            | +3 min 05 s 02 |        |
| 16   | Bernard Fau          | Yamaha            | +1 tour        |        |
| 17   | Ken Nemoto           | Yamaha            | +1 tour        |        |
| 18   | Pierre Soulas        | Yamaha            | +1 tour        |        |
| 19   | Roland Faesser       | Yamaha            | +1 tour        |        |
| 20   | Pierre Tocco         | Yamaha            | +1 tour        |        |
| Abd. | Patrick Pons         | Yamaha            | Abandon        |        |
| Abd. | Alan North           | Yamaha            | Abandon        |        |
| Abd. | Eric Saul            | Yamaha            | Abandon        |        |
| Abd. | Vanes Francini       | Yamaha            | Abandon        |        |
| Abd. | Michel Frutschi      | Yamaha            | Abandon        |        |
| Abd. | Michel Rougerie      | Yamaha            | Abandon        |        |
| Abd. | Giuseppe Consalvi    | Yamaha            | Abandon        |        |
| Abd. | Tapio Virtanen       | Yamaha            | Abandon        |        |
| Abd. | Roland Freymond      | Yamaha            | Abandon        |        |
| Abd. | Raymond Roche        | Yamaha            | Abandon        |        |
| Abd. | Christian Sarron     | Yamaha            | Abandon        |        |
| Abd. | Karl Auer            | Yamaha            | Abandon        |        |
| Abd. | Jean-Claude Meilland | Yamaha            | Abandon        |        |
| Abd. | Mario Lega           | Bakker-Morbidelli | Abandon        |        |
| Abd. | Sven Andersson       | Yamaha            | Abandon        |        |
| Abd. | Markku Matikainen    | Yamaha            | Abandon        |        |
| Abd. | Pentti Korhonen      | Yamaha            | Abandon        |        |
| Np.  | Franco Uncini        | Harley-Davidson   | Non partant    |        |

## Résultats des 250 cm³
| Pos  | Pilote              | Moto            | Temps          | Points |
| ---- | ------------------- | --------------- | -------------- | ------ |
| 1    | Jon Ekerold         | Yamaha          | 46 min 29 s 19 | 15     |
| 2    | Alan North          | Yamaha          | +6 s 05        | 12     |
| 3    | Vic Soussan         | Yamaha          | +6 s 70        | 10     |
| 4    | Mario Lega          | Morbidelli      | +7 s 12        | 8      |
| 5    | Guy Bertin          | Yamaha          | +16 s 86       | 6      |
| 6    | Bruno Kneubühler    | Yamaha          | +19 s 78       | 5      |
| 7    | Tom Herron          | Yamaha          | +22 s 99       | 4      |
| 8    | Takazumi Katayama   | Yamaha          | +24 s 63       | 3      |
| 9    | Eero Hyvärinen      | Yamaha          | +34 s 16       | 2      |
| 10   | John Dodds          | Yamaha          | +38 s 71       | 1      |
| 11   | Eric Saul           | Yamaha          | +39 s 75       |        |
| 12   | Olivier Chevallier  | Yamaha          | +40 s 17       |        |
| 13   | Pekka Nurmi         | Yamaha          | +46 s 99       |        |
| 14   | Jean-Claude Hogrel  | Yamaha          | +1 min 10 s 46 |        |
| 15   | Clive Horton        | Yamaha          | +1 min 10 s 76 |        |
| 16   | Alain Beraud        | Yamaha          | +1 min 11 s 43 |        |
| 17   | Pascal Renaudat     | Harley-Davidson | +1 min 31 s 37 |        |
| 18   | Roland Faesser      | Yamaha          | +1 min 31 s 66 |        |
| 19   | Franco Solaroli     | Yamaha          | +1 min 33 s 04 |        |
| 20   | Ken Nemoto          | Yamaha          | +1 min 42 s 74 |        |
| 21   | Pierre Guy          | Yamaha          | +2 min 06 s 85 |        |
| 22   | Bruno Briquet       | Yamaha          | +2 min 13 s 25 |        |
| 23   | Walter Villa        | Harley-Davidson | +3 tours       |        |
| 24   | Guy Battesti        | Yamaha          | +4 tours       |        |
| Abd. | Barry Ditchburn     | Kawasaki        | Abandon        |        |
| Abd. | Akihiro Kiyohara    | Kawasaki        | Abandon        |        |
| Abd. | Christian Sarron    | Yamaha          | Abandon        |        |
| Abd. | Aldo Nannini        | Yamaha          | Abandon        |        |
| Abd. | Michel Frutschi     | Yamaha          | Abandon        |        |
| Abd. | Franco Uncini       | Harley-Davidson | Abandon        |        |
| Abd. | Mick Grant          | Kawasaki        | Abandon        |        |
| Abd. | Jean-François Baldé | Yamaha          | Abandon        |        |
| Abd. | Denis Boulom        | Yamaha          | Abandon        |        |
| Abd. | Pentti Korhonen     | Yamaha          | Abandon        |        |
| Abd. | Philippe Bouzanne   | Yamaha          | Abandon        |        |
| Abd. | Patrick Pons        | Yamaha          | Abandon        |        |

## Résultats des 125 cm³
| Pos  | Pilote                  | Moto       | Temps          | Points |
| ---- | ----------------------- | ---------- | -------------- | ------ |
| 1    | Pierpaolo Bianchi       | Morbidelli | 43 min 08 s 68 | 15     |
| 2    | Eugenio Lazzarini       | Morbidelli | +17 s 34       | 12     |
| 3    | Harald Bartol           | Morbidelli | +1 min 16 s 57 | 10     |
| 4    | Gert Bender             | Bender     | +1 min 47 s 51 | 8      |
| 5    | Jean-Louis Guignabodet  | Morbidelli | +1 min 48 s 88 | 6      |
| 6    | Giovanni Ziggiotto      | Morbidelli | +1 min 50 s 81 | 5      |
| 7    | Sauro Pazzaglia         | Morbidelli | +1 min 51 s 35 | 4      |
| 8    | Juliaan Vanzeebroeck    | Morbidelli | +2 min 03 s 09 | 3      |
| 9    | Maurizio Massimiani     | Morbidelli | +2 min 03 s 72 | 2      |
| 10   | Pierluigi Conforti      | Morbidelli | +2 min 07 s 34 | 1      |
| 11   | Walter Koschine         | Morbidelli | +2 min 23 s 58 |        |
| 12   | Yves Dupont             | Morbidelli | +2 min 27 s 29 |        |
| 13   | Matti Kinnunen          | Morbidelli | +1 tour        |        |
| 14   | Thierry Noblesse        | Morbidelli | +1 tour        |        |
| 15   | François Granon         | Morbidelli | +1 tour        |        |
| 16   | Enrico Cereda           | Morbidelli | +1 tour        |        |
| 17   | Patrick Hérouard        | Morbidelli | +1 tour        |        |
| 18   | Horst Seel              | Seel       | +1 tour        |        |
| 19   | Ernst Fagerer           | Morbidelli | +1 tour        |        |
| 20   | Laurent Gomis           | Morbidelli | +1 tour        |        |
| 21   | Claude Gorry            | Morbidelli | +1 tour        |        |
| 22   | Luigi Rinaudo           | Morbidelli | +1 tour        |        |
| 23   | Gilles Delente          | Morbidelli | +1 tour        |        |
| 24   | Patrick Galland         | Morbidelli | +1 tour        |        |
| 25   | Hagen Klein             | Morbidelli | +1 tour        |        |
| 26   | Werner Schmied          | Rotax      | +1 tour        |        |
| 27   | Guido Mancini           | Morbidelli | +1 tour        |        |
| Abd. | Anton Mang              | Morbidelli | Abandon        |        |
| Abd. | Pieraldo Cipriani       | Morbidelli | Abandon        |        |
| Abd. | Per-Edvard Carlsson     | Morbidelli | Abandon        |        |
| Abd. | Stefan Dörflinger       | Morbidelli | Abandon        |        |
| Abd. | Jacky Hutteau           | Morbidelli | Abandon        |        |
| Abd. | Italo Zerbini           | Morbidelli | Abandon        |        |
| Abd. | Xaver Tschannen         | Bender     | Abandon        |        |
| Abd. | Auno Hakala             | Morbidelli | Abandon        |        |
| Abd. | Ermanno Giuliano        | Morbidelli | Abandon        |        |
| Abd. | Claude Willette         | Morbidelli | Abandon        |        |
| Abd. | Marc-Antoine Constantin | Morbidelli | Abandon        |        |

## Résultats des Side-Cars
| Pos  | Pilote               | Passager                  | Moto          | Temps          | Points |
| ---- | -------------------- | ------------------------- | ------------- | -------------- | ------ |
| 1    | Alain Michel         | Gérard Lecorre            | GEP-Yamaha    | 42 min 35 s 36 | 15     |
| 2    | George O'Dell        | Kenny Arthur              | Seymaz-Yamaha | +35 s 56       | 12     |
| 3    | Helmut Schilling     | Rainer Gundel             | Schmid-Yamaha | +44 s 71       | 10     |
| 4    | Hermann Schmid       | Martial Jean-Petit-Matile | Schmid-Yamaha | +48 s 00       | 8      |
| 5    | Göte Brodin          | Bengt Forsberg            | Windle-Yamaha | +48 s 31       | 6      |
| 6    | Siegfried Schauzu    | Wolfgang Kalauch          | Schmid-Yamaha | +2 min 07 s 59 | 5      |
| 7    | Jean-François Monnin | Edouard Weber             | Seymaz-Yamaha | +2 min 10 s 29 | 4      |
| 8    | Yvan Trolliet        | Pierre Muller             | Yamaha        | +2 min 14 s 78 | 3      |
| 9    | Dick Greasley        | Mick Skeels               | Windle-Yamaha | +2 min 19 s 35 | 2      |
| 10   | Max Venus            | Norman Bittermann         | Eckl-König    | +2 min 25 s 43 | 1      |
| 11   | Michel Chevassier    | Max Gross                 | Yamaha        | +1 tour        |        |
| 12   | Hans-Peter Hubacher  | Pudu Dubach               | Yamaha        | +1 tour        |        |
| 13   | Ted Jansen           | Erich Schmitz             | Colyam-Yamaha | +1 tour        |        |
| 14   | Herbert Prügl        | Johann Kußberger          | Rotax         | +1 tour        |        |
| 15   | Marc Alexandre       | Paul Gerard               | Kova-König    | +1 tour        |        |
| Abd. | Rolf Biland          | Kenneth Williams          | Schmid-Yamaha | Abandon        |        |
| Abd. | Bruno Holzer         | Karl Meierhans            | LCR-Yamaha    | Abandon        |        |
| Abd. | Ernst Trachsel       | "Agner"                   | Schmid-Yamaha | Abandon        |        |
| Abd. | Werner Schwärzel     | Andreas Huber             | ARO-Fath      | Abandon        |        |